# Tracer (DC Comics)
Tracer è il nome di due super criminali immaginari pubblicati dalla DC Comics. Comparve per la prima volta in Justice League Europe n. 16 (luglio 1990), e fu creato da Keith Giffen, Gerard Jones e Bart Sears. Come tutto il resto degli Estremisti fu basato su un criminale della Marvel Comics, in questo caso Victor Creed/Sabretooth, arcinemico di James Logan Howlett/Wolverine.

## Tracer
Il primo Tracer era un super criminale del mondo di Angor, un duplicato ultra-dimensionale della Terra. Gli Estremisti fecero saltare Angor in un'esplosione nucleare, lasciando vivi solo loro stessi e un pugno di eroi che si rifugiarono sulla Terra. Gli Estremisti li seguirono e si scoprì che erano morti tutti tranne uno, Dreamslayer, che utilizzò duplicati androidi dei suoi compagni, incluso Tracer. Furono poi deattivati e messi nel magazzino della Torre di Guardia. Tracer e il suo duplicato cibernetico dimostrarono dei sensi super sviluppati che fecero di lui un marcatore eccellente, con superforza e riflessi iper sviluppati, un comportamento selvatico, lame affilate, e un fattore di guarigione senza precedenti.

## Tracer robot
Il secondo Tracer era un duplicato robotico del primo Tracer, uno dei tanti robot creati dall'inventore Mitch Wacky nel mondo ultra-dimensionale di Angor, come parte di un parco a tema. Dopo la morte apparente di tutti i criminali ed eroi di Angor, il malvagio Dreamslayer utilizzò i robot per ricreare il suo gruppo di criminali, gli Estremisti. Dopo aver viaggiato sulla Terra, gli Estremisti quasi riuscirono ad impadronirsi del mondo prima di venire sconfitti dalla Justice League Europe. I robot Estremisti furono quindi messi in esposizione al Museo delle cere di Madame Clouseau (parodia di Madame Tussaud's) a Parigi. Furono successivamente utilizzati da Dreamslayer una seconda volta sull'isola di Kooey Kooey Kooey, e ancora dopo come pedine di Twilight in una battaglia contro Supergirl. Il Tracer robot aveva tutti i poteri del Tracer originale che includevano superforza, velocità, e agilità, sensi iper sviluppati e istinto animale.

## Countdown
Nella serie collegata a Coutdown to Final Crisis, "Lord Havok and the Extremists", una versione alternativa di Tracer esisteva su Terra-8. Originariamente un soldato che fu gravemente ferito che tentò di disertare il proprio posto, il corpo spezzato di Vincent Cade fu sottoposto ad alcuni esperimenti eseguiti dal governo. A Cade fu data una forza super umana, velocità e super sensi. Fu anche costretto a sopportare ore di immagini violente e audio subliminali che gli dicevano di uccidere. Gi fu impiantato un chip con il quale poteva essere controllato, la prima missione di Tracer finì per coinvolgere il tentativo di uccisione di un suo compagno di squadra. Proprio quando i suoi controllori stavano per accendere il chip e fermarlo, arrivò Lord Havok, che rimosse il chip, e offrì a Tracer un posto nella sua organizzazione. Ad ordine di Havok, Tracer lavorò come assassino free lance per il governo, ottenendo informazioni di valore su di loro per i suoi padroni. Nel n.3 della serie, fu attaccato e brutalmente sconfitto dalle forze del Monarca; fu grazie al suo fattore di guarigione senza uguali che evitò la morte.

## Altri media
Nell'episodio "Il Gatto e il canarino" della quarta stagione della serie animata Justice League Unlimited, Tracer comparve come uno dei metaumani che combatterono nel Meta-Brawl di Roulette e che ricomparve successivamente con il resto degli Estremisti nell'episodio della quinta stagione della stessa serie "Shadow of the Hawk".